# Teresa Ovídio
Teresa Ovídio é uma actriz franco portuguesa nascida em  Lisboa no dia 11 de Maio de 1977.

## Televisão
- Sedução (telenovela)
- Casos da Vida (2008) - "Caixinha de Música", como Laura Azevedo e "A escolha de Camila", como Sara.
- Morangos com Açúcar como Beatriz.
- Engrenages - Canal plus, saison 7 e 8

Teatro 
Maurice Bénichou "Ce qui demeure" de DANIEL Keen, 
Maison des Metallos
Frédéric Belier Garcia "Liliom" NTA ANGERS
Guy Rétoré "Sexe de la femme comme champ de bataille" TEP
Jean Marie Galey "Les Tables tournantes" Maison de la poésie
"Troubles, féerie familiale" Théatre de la Tempête
Eric Lourvoir "lES FEMMES AVEC LEUR AMOUR"
Pierre Chabert"Ay Carmela" de José Sanchis Sinisterra - 1000 répresentations
Philippe Baronnet "Quai Ouest" de Bernard Marie Koltés - Théâtre de la Cartoucherie
Kaminhos Magnétikos - Longa metragem de Edgar Pêra 2018